# Hebecnema trisetosa
Hebecnema trisetosa är en tvåvingeart som beskrevs av Fritz Isidore van Emden 1965. Hebecnema trisetosa ingår i släktet Hebecnema och familjen husflugor. Inga underarter finns listade i Catalogue of Life.